# 水稻生物学国家重点实验室
水稻生物学国家重点实验室是一个国家重点实验室，隶属于中国水稻研究所和浙江大学。钱前研究员为实验室现任主任，李家洋院士为学术委员会主任。

## 研究方向
- 水稻种质改良与创新遗传学
- 水稻发育生物学
- 水稻环境生物学
- 分子育种